# التباعد الكبير

تقديرات ماديسون للناتج المحلي الإجمالي للفردعند تعادل القوة الشرائية عام 1990 مقدرًا بالدولار لمجموعة مختارة من البلدان الأوروبية والآسيوية خلال الفترة الممتدة من عام 1500 حتى عام 1950، وتُظهر النمو الهائل الذي تمتعت بعض البلدان الأوروبية بدءًا من مستهل القرن التاسع عشر.

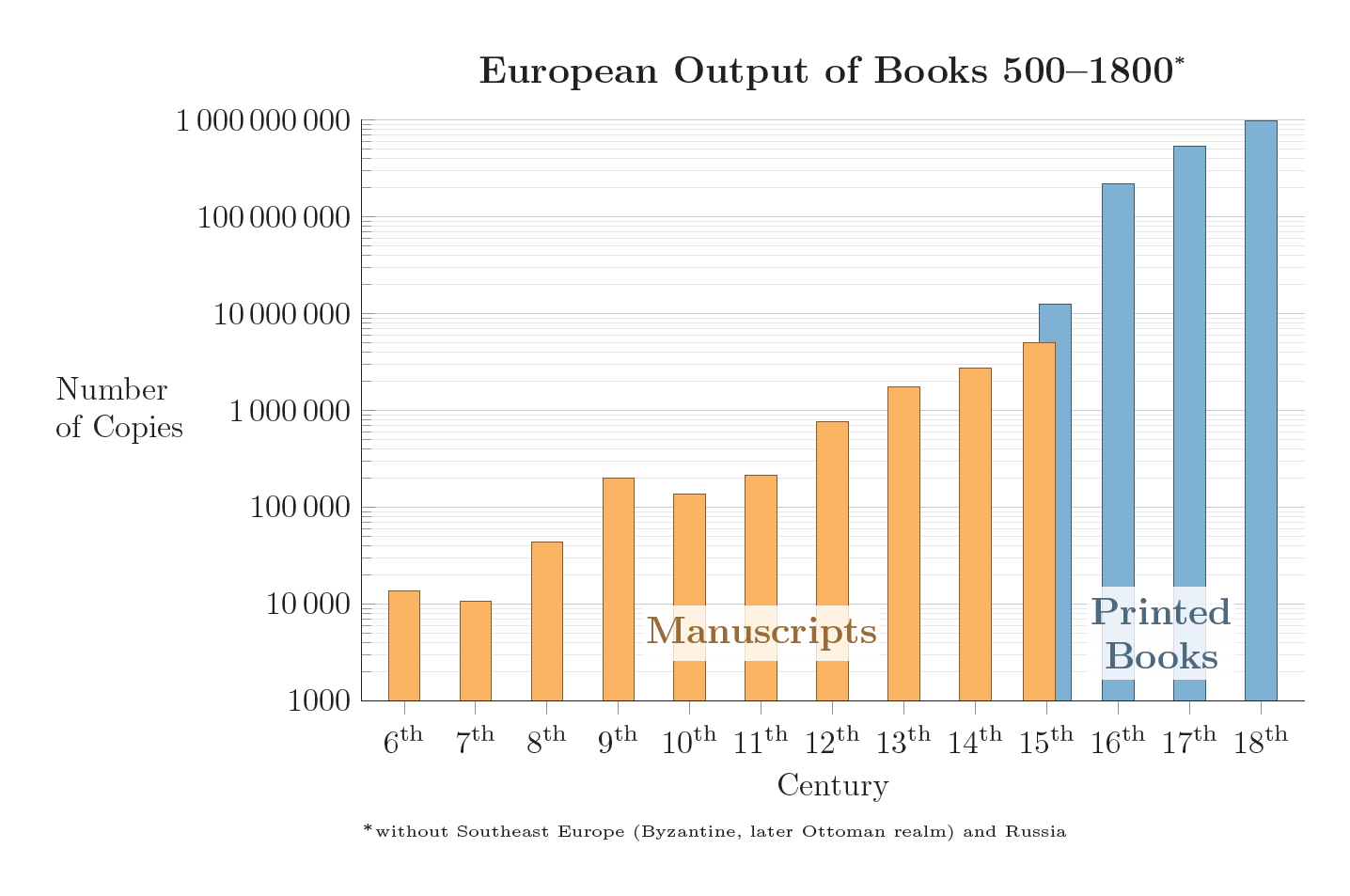
شهد إنتاج وتأليف الكتب في أوروبا ارتفاعًا خلال الفترة ما بين عام 500 وعام 1800 بمعامل 100,000, ولا سيما بعد ثورة الطباعة عام 1450.

التباعد الكبير (بالإنجليزية: Great Divergence)‏، وهو مصطلح أشاعه المؤرخ كينيث بوميرانز في كتابه لعام 2000 الذي يحمل نفس الاسم، ويعرف هذا المصطلح أيضًا بالمعجزة الأوروبية، وهو مصطلح وضعه المؤرخ إريك جونز عام 1981، ويشير ذلك المصطلح إلى العملية التي تمكن من خلالها العالم الغربي، وهي أوروبا الغربية وبعض أجزاء العالم الجديد التي أصبحت شعوب أوروبا الغربية القوة السكانية المهيمنة فيها، من التغلب على قيود نمو ما قبل الحداثة ليظهر خلال القرن التاسع عشر مُشكلًا أقوى حضارة عالمية وأكثرها ثراءً، ومتفوقًا على حضارات سلطنة مغول الهند، وإمبراطورية تشينغ الصينية، والعالم الإسلامي، ومملكة جوسون الكورية، وشوغونية توكوغاوا اليابانية.
وضع العلماء مجموعة متنوعة من النظريات لتفسير سبب حدوث هذا التباعد الكبير، بما يتضمن الأسباب الجغرافية، والثقافية، والمؤسسية، والاستعمارية، والأسباب المتعلقة بوفرة الموارد، ومحض الصدفة ليس إلّا. يوجد خلاف على وصف هذا التباعد «بالكبير»؛ لأن النقطة التي بدأ عندها هذا التباعد بشكل واضح ترجع إلى عصور القرن السادس عشر أو حتى الخامس عشر، مع الثورة التجارية وبدايات مذهب الإتجارية والرأسمالية خلال عصر النهضة وعصر الاستكشاف، ونهضة الإمبراطوريات الاستعمارية الأوروبية، والعولمة الأولية، والثورة العلمية، وعصر التنوير. ولكن حدثت أكبر قفزة في هذا التباعد خلال القرن التاسع عشر مع الثورة الصناعية والثورة التكنولوجية. ويوجد مدرسة بين العلماء، لهذه الأسباب، تعرف باسم «مدرسة كاليفورنيا»، والتي ينتمي إليها بوميرانز، وتصف هذه المدرسة تلك التغيرات التي حدثت خلال القرن التاسع عشر فقط بفترة التباعد الكبير.
حدث التقدم التكنولوجي بدرجة أكبر في الغرب عنه في الشرق، بمجالات السكك الحديدية، والسفن البخارية، والتعدين، والزراعة، وذلك خلال فترة التباعد الكبير. وأدت التكنولوجيا إلى زيادة في التحول الصناعي والتعقيد الاقتصادي بمجالات الزراعة، والتجارة، والوقود، والموارد، ما زاد في التباعد بين الغرب والشرق. أعطى استخدام أوروبا الغربية للفحم في توليد الطاقة بدلًا من الأخشاب، خلال منتصف القرن التاسع عشر، انطلاقةً كبرى في الإنتاج الحديث للطاقة. ووصل هذا التباعد الكبير إلى قمته في القرن العشرين قبل قيام الحرب العالمية الأولى واستمر حتى أوائل سبعينيات ذلك القرن؛ ولاحقًا، بعد مرور عقدين من التقلبات الغامضة، استُبدل هذا التباعد بحالة من التقارب الكبير في أواخر ثمانينيات القرن العشرين بسبب بلوغ أغلبية دول العالم الثالث معدلات نمو أعلى بشكل ملحوظ من أغلب دول العالم الأول.

## الاصطلاح والتعريف
وُضع مصطلح «التباعد الكبير» بواسطة صامويل هنتنغتون في عام 1996 واستخدمه كينيث بوميرانز في كتابه التباعد الكبير: الصين، وأوروبا، وصناعة الاقتصاد العالمي الحديث لعام 2000. نوقشت الظاهرة نفسها بواسطة إريك جونز، الذي نشر كتابه عام 1981 بعنوان المعجزة الأوروبية: البيئات، والاقتصاد، والسياسة الطبيعية في تاريخ أوروبا وآسيا ليعمم المصطلح البديل «المعجزة الأوروبية». وعامةً، يشير كلا المصطلحان إلى التحول في الاقتصاد الاجتماعي الذي تقدمت به الدول الأوروبية عن الدول الأخرى خلال العصر الحديث.
يوجد خلاف بين العلماء على زمن هذا التباعد الكبير. يعود تاريخ هذه الفترة، وفقًا للتأريخ المعتاد، إلى بدايات القرن السادس عشر، أو حتى القرن الخامس عشر، مع اختلاف العلماء حول بداية النمو الكبير لأوروبا منذ هذا التاريخ. يرى بوميرانز وآخرون من مدرسة كاليفورنيا أن الفترة التي حدث فيها التباعد بمعدله الأسرع كانت خلال القرن التاسع عشر. ورأى العلماء أن آسيا قبل هذه الفترة كانت أكثر ثراءً وتقدمًا عن أوروبا الغربية، خاصةً في دلتا نهر يانغتسي في الصين، والهند، وفي مصر أيضًا، وذلك استنادًا على دلائل من بيانات التغذية والعجز المزمن في التجارة الأوروبية.  ولكن يرى علماء آخرون أن تاريخ هذه التغيرات الملحوظة في الاقتصاد الأوروبي يعود إلى القرن السابع عشر، بالرغم من تأييدهم لرأي وجود تكافؤ في الدخل بين أكثر المناطق ازدهارًا من الصين، والهند، ومصر، وأوروبا في أواخر القرن الثامن عشر. يرى آخرون أن العوامل الثقافية وراء هذا التباعد يمكن أن تعود إلى فترات ومؤسسات أقدم من ذلك مثل عصر النهضة والاختبارات الإمبراطورية الصينية.

## الظروف في الدول المتقدمة قبل التباعد الكبير
كانت اقتصاديات ما قبل الحداثة مقيدةً بظروف حدت بشكل كبير من النمو الاقتصادي، وذلك بخلاف الاقتصاد الصناعي الحديث. وعلى الرغم أن بعض المناطق المتقدمة في أوراسيا حققت مستوى معيشة مرتفع في القرن الثامن عشر، حد النقص في الأراضي، وتدهور التربة، وإزالة الغابات، ونقص موارد الطاقة التي يمكن الاعتماد عليها، وبعض المعوقات البيئية الأخرى من النمو في الناتج القومي للفرد. بينت المعدلات السريعة للانخفاض في رأس المال إنفاق جزء كبير من مدخرات اقتصاديات ما قبل الحداثة على استبدال رأس المال المستنزف، ما يعيق تراكم رأس المال. وكانت المكاسب الناتجة عن الوقود، والأراضي، والطعام، والموارد الأخرى ضروريةً لاستمرار النمو وتراكم رأس المال، وهو ما أدى إلى  نشأة السياسة الاستعمارية. تغلبت الثورة الصناعية على هذه القيود، إذ إنها سمحت بالنمو السريع والمستدام في الناتج القومي للفرد لأول مرة في تاريخ البشرية.

### الصين
تمتعت الصين بتعداد سكاني يفوق أوروبا خلال الحقبة العامة. وكانت الصين متحدة سياسيًا لفترات طويلة خلال هذه الحقبة بخلاف أوروبا.
تمتعت الإمبراطورية الصينية، خلال سلالة سونغ الحاكمة بين عامي 960 و1279،  بثورة في الزراعة، ونقل المياه، والمالية، والتحضر، والعلوم والتكنولوجيا، وهو ما جعل الاقتصاد الصيني أكثر تقدمًا من أي اقتصاد آخر في العالم منذ عام 1100 تقريبًا. أدى اتقان زراعة الأرز الرطب إلى حالة من الانفتاح في الجزء الجنوبي الصيني غير المتطور حتى يومنا هذا،  بينما دُمرت الصين الشمالية بسبب حروب جين سونغ والغزو المغولي، والفيضانات والأوبئة. ونتج عن هذا تحول جذري في المركز السكاني والصناعي الذي انتقل من موطن الحضارة الصينية حول النهر الأصفر إلى جنوب الصين،  وانعكس هذا الوضع جزئيًا فقط بعد إعادة تعمير شمال الصين منذ القرن الخامس عشر. صارت الصين خلف إيطاليا في ترتيب مستوى المعيشة، عام 1300، على الرغم من احتمالية تساوي أغنى مناطقها مع أغنى المناطق الأوروبية حتى بدايات القرن الثامن عشر.
كانت الضرائب منخفضة، وحدث نمو في الاقتصاد الصيني والسكان بشكل ملحوظ في أواخر العصر الإمبراطوري بين عامي 1368 و1911، والذي ضم سلالة مينغ الحاكمة وسلالة تشينغ الحاكمة، على الرغم من عدم وجود زيادات كبيرة في الإنتاجية. ازداد الطلب بشكل كبير على البضائع الصينية مثل الحرير، والشاي، والسيراميك في أوروبا، ما أدى إلى تدفق الفضة، وزيادة المخزون النقدي وتسهيل النمو في الأسواق التنافسية والمستقرة. وارتفعت مستويات الكثافة السكانية في الصين عنها في أوروبا بنهاية القرن الثامن عشر. تميزت الصين باحتوائها على مدن كبرى أكثر من أوروبا المعاصرة، ولكن مع مدن صغرى أقل. يرى الرأي التقليدي أن التباعد الكبير بين الصين وأوروبا بدأ منذ عام 1750، أي قبل الثورة الصناعية. ولكن تُقدِّر المعرفة التصحيحية أن التباعد الكبير لم يبدأ قبل القرن التاسع عشر، أي أنه بدأ خلال الثورة الصناعية.

### أوروبا الغربية
بعد تلاشي غزوات الفايكنغ والمسلمين والمجريين في القرن العاشر، دخلت أوروبا فترة ازدهار ونمو سكاني وتوسع إقليمي عُرفت باسم العصور الوسطى العليا. انتعشت التجارة والتبادل التجاري مع زيادة التخصص بين المناطق وبين الريف والحرفيين في المدن. بحلول القرن الثالث عشر، احتُلَّت أفضل الأراضي وبدأ الدخل الزراعي بالانخفاض، على الرغم من استمرار التجارة والتبادل بالتوسع، خاصة في البندقية ومدن شمال إيطاليا الأخرى. جلب القرن الرابع عشر سلسلة من المصائب؛ المجاعات والحروب والموت الأسود وأوبئة أخرى. أدى الانخفاض الناتج في عدد السكان إلى انخفاض الإيجارات وارتفاع الأجور، ما أدى إلى تقويض العلاقات الإقطاعية والعزوبية التي ميزت أوروبا في العصور الوسطى.
وفقًا لدراسة أجريت عام 2014، كان هناك اختلاف طفيف داخل أوروبا بين 1300 و 1800؛ استقرت الأجور الحقيقية في منطقة بحر الشمال إلى حد ما عند المستوى الذي تحقق بعد الموت الأسود، وظلت مرتفعة نسبيًا (فوق الكفاف) طوال الوقت. الفترة الحديثة المبكرة (وحتى القرن التاسع عشر)، بينما بدأت الأجور الحقيقية في الأطراف (في ألمانيا وإيطاليا وإسبانيا) بالانخفاض بعد القرن الخامس عشر وعادت إلى نوع من الحد الأدنى للمعيشة خلال الفترة 1500-1800. يعكس هذا الاختلاف الصغير في الأجور الحقيقية اختلافًا مشابهًا في نصيب الفرد من الناتج المحلي الإجمالي؛ في محيط أوروبا لم يكن هناك نمو للفرد تقريبًا (أو حتى انخفاض) بين 1500 و 1800، بينما في هولندا وإنجلترا الدخل الحقيقي استمر في الارتفاع وتضاعف أكثر أو أقل في هذه الفترة.
اكتشف الملاحون في عصر الاستكشاف طرقًا جديدة للأمريكيتين وآسيا. توسعت التجارة جنبًا إلى جنب مع الابتكارات مثل الشركات المساهمة والمؤسسات المالية المختلفة. فضلت التقنيات العسكرية الجديدة الوحدات الأكبر، ما أدى إلى تركيز القوة في الدول التي تعتمد مواردها المالية على التجارة. طورت فرنسا وإسبانيا أنظمة ملكية مطلقة تعتمد على الضرائب المرتفعة والاحتكارات المدعومة من الدولة، ما أدى إلى تدهور اقتصادي. كان التجار يسيطرون على الجمهورية الهولندية، بينما سيطر البرلمان على إنجلترا بعد صراع طويل بلغ ذروته في الثورة المجيدة. أثبتت هذه الترتيبات أنها أكثر ملاءمة للتنمية الاقتصادية. في نهاية القرن السادس عشر، بدأت لندن وأنتويرب بالانسحاب من المدن الأوروبية الأخرى.
وفقًا لمراجعة عام 2021 للأدلة الموجودة بواسطة جاك غولدستون، فإن الاختلاف الكبير نشأ فقط بعد عام 1750 (أو حتى 1800) في شمال غرب أوروبا. قبل ذلك، لم تكن معدلات النمو الاقتصادي في شمال غرب أوروبا مستدامة ولا ملحوظة، وكان نصيب الفرد من الدخل مشابهًا لمستويات الذروة التي تحققت منذ مئات السنين في أكثر المناطق تقدمًا في إيطاليا والصين.
كان للغرب سلسلة من المزايا الفريدة مقارنة بآسيا، مثل قرب مناجم الفحم، اكتشاف العالم الجديد، الذي خفف القيود البيئية على النمو الاقتصادي (نقص الأراضي وما إلى ذلك)؛ والأرباح من الاستعمار.

### الهند
وفقًا لدراسة ومجموعة بيانات عام 2020، بدأ الاختلاف الكبير بين شمال الهند (من ولاية غوجارات إلى البنغال) وبريطانيا في أواخر القرن السابع عشر. اتسعت بعد عشرينيات القرن التاسع عشر وانفجرت بعد القرن التاسع عشر. ووجدت الدراسة أن الطفرة التي حدثت في إنجلترا والركود الذي شهدته الهند في النصف الأول من القرن التاسع عشر هي التي أحدثت الاختلافات الأكثر خطورة في مستوى المعيشة.
بحلول القرن السادس عشر، استفادت الهند، ولا سيما سلطنة البنغال، وهي دولة تجارية رئيسية في العالم، من التجارة الخارجية والداخلية الواسعة. كانت زراعتها عالية الكفاءة وكذلك صناعتها، على عكس الصين واليابان وأوروبا الغربية والوسطى، لم تتعرض الهند لإزالة الغابات على نطاق واسع حتى القرنين التاسع عشر والعشرين. وبالتالي لم يكن لديها أي ضغط للانتقال إلى الفحم كمصدر للطاقة. منذ القرن السابع عشر، أصبحت المنسوجات القطنية من موغال الهند شائعة في أوروبا، حيث حظرتها بعض الحكومات لحماية صناعات الصوف الخاصة بهم. كانت موغال البنغال، المنطقة الأكثر تطورًا، على وجه الخصوص، بارزة عالميًا في صناعات مثل تصنيع المنسوجات وبناء السفن.
في أوائل أوروبا الحديثة، كان هناك طلب كبير على المنتجات من الهند المغولية، وخاصة المنسوجات القطنية، وكذلك السلع مثل التوابل والفلفل والنيلي والحرير والملح (لاستخدامها في الذخائر). أصبحت الموضة الأوروبية، على سبيل المثال، تعتمد بشكل متزايد على المنسوجات والحرير الهندي. في القرنين السابع عشر والثامن عشر، استحوذت الهند على 95% من الواردات البريطانية من آسيا، وشكلت البنغال سباه وحدها 40% من الواردات الهولندية من آسيا. يقدر أميا كومار باجشي أن 10.3% من سكان ولاية بيهار شاركوا في صناعة الخيوط اليدوية، و 2.3% في النسيج، و 9% في مهن التصنيع الأخرى، في 1809-1813، لتلبية هذا الطلب. في المقابل، كان هناك طلب ضئيل للغاية على السلع الأوروبية في الهند، والتي كانت مكتفية ذاتيًا إلى حد كبير، وبالتالي كان لدى الأوروبيين القليل جدًا ليقدمه، باستثناء بعض المنسوجات الصوفية والمعادن غير المصنعة وعدد قليل من العناصر الكمالية. تسبب عدم التوازن التجاري في قيام الأوروبيين بتصدير كميات كبيرة من الذهب والفضة إلى الهند لدفع ثمن الواردات الهندية.

### الشرق الأوسط
كان الشرق الأوسط أكثر تقدمًا من أوروبا الغربية في عام 1000 ميلادي، على قدم المساواة بحلول منتصف القرن السادس عشر، ولكن بحلول عام 1750، تراجعت دول الشرق الأوسط الرائدة عن دول أوروبا الغربية الرائدة مثل بريطانيا وهولندا.
مثال على دولة في الشرق الأوسط كان لديها اقتصاد متقدم في أوائل القرن التاسع عشر كانت مصر العثمانية، التي كان لديها قطاع صناعي عالي الإنتاجية، ودخل للفرد يمكن مقارنته بدول أوروبا الغربية الرائدة مثل فرنسا وأعلى من في اليابان وأوروبا الشرقية. كان لأجزاء أخرى من الإمبراطورية العثمانية، ولا سيما سوريا وجنوب شرق الأناضول، قطاع تصنيع عالي الإنتاجية كان يتطور في القرن التاسع عشر. في عام 1819، بدأت مصر في عهد محمد علي برامج التصنيع التي ترعاها الدولة، والتي تضمنت إنشاء مصانع لإنتاج الأسلحة، ومسبك الحديد، وزراعة القطن على نطاق واسع، ومصانع حلج وغزل ونسج القطن، ومشاريع المعالجة الزراعية. بحلول أوائل ثلاثينيات القرن التاسع عشر، كان في مصر 30 مصنعًا للقطن، يعمل بها حوالي 30 ألف عامل. في أوائل القرن التاسع عشر، احتلت مصر المرتبة الخامسة في العالم من حيث صناعة القطن من حيث عدد المغازل للفرد. كانت الصناعة في البداية مدفوعة بالآلات التي تعتمد على مصادر الطاقة التقليدية، مثل الطاقة الحيوانية وعجلات المياه وطواحين الهواء، والتي كانت أيضًا مصادر الطاقة الرئيسية في أوروبا الغربية حتى حوالي عام 1870. بينما اختُبرت الطاقة البخارية في مصر العثمانية من قبل المهندس تقي الدين محمد بن معروف في عام 1551، عندما اخترع جاك محركًا بخاريًا مدفوعًا بتوربينات بخارية بدائية، كان محمد علي في مصر في أوائل القرن التاسع عشر هو الذي أدخل المحركات البخارية إلى الصناعة المصرية. صُنعت ورُكبت الغلايات في الصناعات المصرية مثل مصانع الحديد والمنسوجات ومصانع الورق ومصانع الهيكل. مقارنة بأوروبا الغربية، كانت مصر تتمتع أيضًا بزراعة متفوقة وشبكة نقل فعالة عبر نهر النيل. يرى المؤرخ الاقتصادي جان باتو أن الظروف الاقتصادية اللازمة للتصنيع السريع كانت موجودة في مصر خلال عشرينيات وثلاثينيات القرن التاسع عشر.
بعد وفاة محمد علي عام 1849، تراجعت برامجه التصنيعية، وبعد ذلك، وفقًا للمؤرخ زكاري لوكمان، كانت مصر في طريقها إلى الاندماج الكامل في السوق العالمية التي يهيمن عليها الأوروبيون كمورد لمادة خام واحدة، هي القطن. يجادل لوكمان بأنه لو نجحت مصر في برامجها التصنيعية، لربما شاركت اليابان [أو الولايات المتحدة] في التمييز بين تحقيق التنمية الرأسمالية المستقلة والحفاظ على استقلالها.

## الآثار الاقتصادية
يمكن لوسائل الزراعة والإنتاج في العالم القديم أن تناسب بعض أنماط الحياة المعينة فقط. غير التحول الصناعي من الاقتصاد الأوروبي بشكل كبير وسمح بتحقيق مستويات عالية في الثروة والإنتاجية أكثر مما حققته دول العالم القديم المتقدمة. حافظت الاختلافات في طرق استخدام التكنولوجيا الغربية على التقدم الغربي وسرعت من التباعد الكبير، بالرغم من انتشار هذه التكنولوجيا في الشرق بعد ذلك.